# Yoshiko Kira
Yoshiko Kira (吉良佳子?, Kira Yoshiko; Kōchi, 14 settembre 1982) è una politica giapponese, membro del Partito Comunista Giapponese.

## Biografia
Nata a Kōchi, nell'omonima prefettura, il 14 settembre del 1982, da padre membro dell'assemblea della prefettura, ha studiato all'Università di Waseda, a Tokio.
È entrata a far parte del Partito Comunista Giapponese nel 2001 e nel 2009 si è candidata alle elezioni della Camera dei Consiglieri del Partito Comunista per la Metropoli di Tokio. Non viene eletta.
Nel 2013 si ricandida sempre alla Camera dei Consiglieri. Ha vinto un seggio grazie allo scrutinio proporzionale. È stata la prima volta in dodici anni che il Partito Comunista ha ottenuto un seggio come consigliere a Tokio.
Si sposa con Yuichiro Matsushima, membro dell'assemblea locale di Meguro, nel dicembre del 2014. Hanno due figli.
Nel 2019, durante le elezioni, si ricandida alle elezioni. Arrivando in terza posizione, viene rieletta.
Nel 2020 è stata scelta come membro permanente del consiglio d'amministrazione del Partito Comunista Giapponese.